# Nadia Toffa
Nadia Toffa (Brescia, 10 de juny de 1979 - Brescia, 13 d'agost de 2019) és una presentadora de televisió italiana. El 2017 va ser la tercera persona més buscada al Google.

## Biografia
Va estudiar a l'escola secundària Arnaldo de Brescia. Es va graduar en Literatura amb una estada a la Universitat de Florència, i va sortir per primera vegada a la televisió amb 23 anys a Telesanterno, un canal local. Abans de començar la seva carrera amb el programa Le Iene, va treballar quatre anys per Retebrescia.
El 2009 esdevingué membre del programa televisiu Le Iene, enregistrant diversos programes. Entre els més cèlebres hi ha els relacionats amb les presumptes estafes de les farmàcies contra la seguretat social, que va durar tres mesos i va acabar amb un judici per presumpta difamació. També destaquen els programes sobre la proliferació de les màquines escurabutxaques, l'eliminació il·legal de residus de Campània en mans de la Camorra, la creixent taxa de tumors al "triangle de la mort" entre Nàpols i Caserta i sobre la "terra dels verins" de Crotona.
El 2 d'abril de 2014 va publicar el seu llibre Quando il gioco si fa duro sobre la ludopatia a Itàlia. El 15 d'abril de 2015 va guanyar el primer premi a la secció de televisió del Premi Internacional Ischia de Periodisme. A la tardor del 2015 va debutar a la conducció d'un programa d'entrevistes d'Itàlia Open Space, ideat pels mateixos productors de le Iene, i que va emetre quatre episodis en prime time. A la tardor del 2016 va tornar al programa le Iene, i es va unir a l'equip de Matteo Viviani, Andrea Agresti, Paolo Calabresi i Giulio Golia.
A partir del 16 d'octubre de 2016 presenta el programa del diumenge, que fa amb el mateix equip. El 21 de novembre de 2017 va presentar unes informacions sobre un assumpte nuclear suposadament perillós del laboratori del Gran Sasso, una informació que ha estat desmentida i s'ha vist que s'havia explicat sense fonament tant des del món acadèmic com per altres fonts.